# 福島良典
福島良典（ふくしま よしのり、1988年2月15日 - ）は、愛知県出身の起業家、エンジニア。株式会社LayerX 代表取締役CEO。株式会社Gunosy 創業者・元代表取締役。2016年、Forbes Asiaより、アジアを代表する「30歳未満」に選出された。

## 経歴
- 2012年11月 東京大学大学院に在籍中、ニュースアプリのグノシーを開発。あわせて株式会社Gunosyを創業。代表取締役に就任。
- 2013年4月 情報処理推進機構（IPA）「未踏スーパークリエータ」認定。[2]
- 2015年4月28日 Gunosyが東証マザーズに新規上場。[3]
- 2017年12月21日 Gunosyが東証一部へと市場変更。[4]
- 2018年8月1日 株式会社LayerXを設立、代表取締役CEOに就任[5]
- 2018年8月24日 Gunosy代表取締役最高経営責任者から取締役に異動。[6][7]
- 2019年6月25日 日本ブロックチェーン協会（JBA）理事に就任。[8]
- 2019年7月12日 Gunosy取締役退任、特別技術顧問に就任[9]、あわせてLayerXをMBO（Management Buy-out、経営陣による買収）[10]
- 2020年8月21日 ブロックチェーン推進協会（BCCC）理事に就任[11]

## 連載・SNSなど
- 福島良典の「新時代の現場主義」（日経ビジネス）